# Dink
Dink är en akronym av det engelska Double income, no kids ("Dubbel inkomst – inga barn"). Begreppet används ibland i formen "dinkisar". Dink är en demografisk förkortning som betyder att den personliga ekonomin är bra på grund av att båda parter i en parrelation har avlönat arbete och samtidigt inte har några barn att försörja.